# Ан-178
Ан-178 — український близькомагістральний транспортний літак з турбореактивними двигунами. Розроблений київським ДП «Антонов» на базі пасажирського Ан-158 (Ан-148-200).
Створення літака почалося в 2010 році, перший політ літак здійснив 7 травня 2015.
Ан-178 має прийти на заміну військово-транспортних літаків попереднього покоління Ан-12, Ан-26 та Ан-32. Нова машина обладнана аналогічною, як і в сім'ї Ан-148, авіонікою та двигунами Д-436-148ФМ. Виробництво літака планується організувати на серійному заводі «Антонов», також розглядаються варіанти ліцензійного виробництва за кордоном.
Ан-178 — середній транспортний літак вантажопідйомністю 15-18 тонн, (два стандартних морських контейнери). Його швидкість становить 825 км/год, висота польоту — 12 км, дальність польоту — 5,5 тис. км. Літак може сідати і злітати з будь-яких аеродромів, у тому числі з ґрунтовим покриттям, що робить його придатним і для оборони. Станом на 7 червня 2016 тривало випробування літака, він уже виконав 77 приземлень. Станом на 2020 рік почалося серійне виробництво літака.
Станом на 2021 р. у виробництві 5 одиниць. 1 прототип Ан-178-100Р.  1 проходить модернізацію для сертифікації (без російських комплектуючих).[джерело?]

## Історія

### Передумови
Наказ про створення нової машини було підписано 5 лютого 2010 року Генеральним конструктором-Президентом Д. С. Ківою.[джерело?]
Наприкінці лютого 2010 року президент компанії «Мотор Січ» Вячеслав Богуслаєв заявив про початок робіт з проєктування нового транспортного літака Ан-178. Літак планувалося створити на базі пасажирського Ан-158, який, у свою чергу, також є модернізацією Ан-148 (зі збільшеною, у порівнянні з Ан-148, пасажиромісткістю внаслідок подовження фюзеляжу). За задумом розробників, Ан-178 повинен був прийти на заміну застарілим транспортним літакам Ан-12, Ан-26, Ан-32 й Ан-72, що експлуатуються в Україні, країнах СНД, а також низці інших іноземних держав. Для орієнтованих на західну авіатехніку замовників, літак Ан−178 пропонується як заміна європейського двомоторного турбогвинтового транспортного літака Transall C-160. Богуслаєв зазначив, що розробка нового літального апарата потребує близько $ 150 млн. і державний бюджет України подібну суму виділити не в змозі. Тоді президент «Мотор Січ» вважав, що необхідні грошові кошти компанія зможе отримати від російської «Об'єднаної авіабудівної корпорації (ОАК)», партнера «Мотор Січ». На підготовку проєкту, виробництво першого дослідного зразка й випробування такого літального апарата, на думку В'ячеслава Богуслаєва, потрібно було не менше двох років.

### Створення
У 2012 році дійшли до логічного завершення роботи зі створення модернізованого двигуна Д-436-148ФМ, який є подальшим розвитком двигуна Д-436-148 зі збільшеною тягою на основних режимах польоту для транспортних літаків Ан-178.
Перший політ планувався на початок 2013 року, що було підтверджено 8 липня 2011 р. компанією «Антонов». Пізніше було оприлюднено нову дату початку випробувань — 2014 рік.
Ан-178 є потенційним конкурентом літаків Alenia Aeronautica C-27J і Lockheed Martin C-130J.
29 липня 2014 фюзеляж літака вийняли зі стапеля й перекотили в цех фінального складання (ЦФС). З цього моменту почався процес остаточного складання машини — стикування основних агрегатів планера (крила, хвостового оперення, пілонів, мотогондол та ін), монтажу авіасистем, відпрацювання авіаобладнання й підготовки літака до першого вильоту й початку сертифікаційних випробувань.

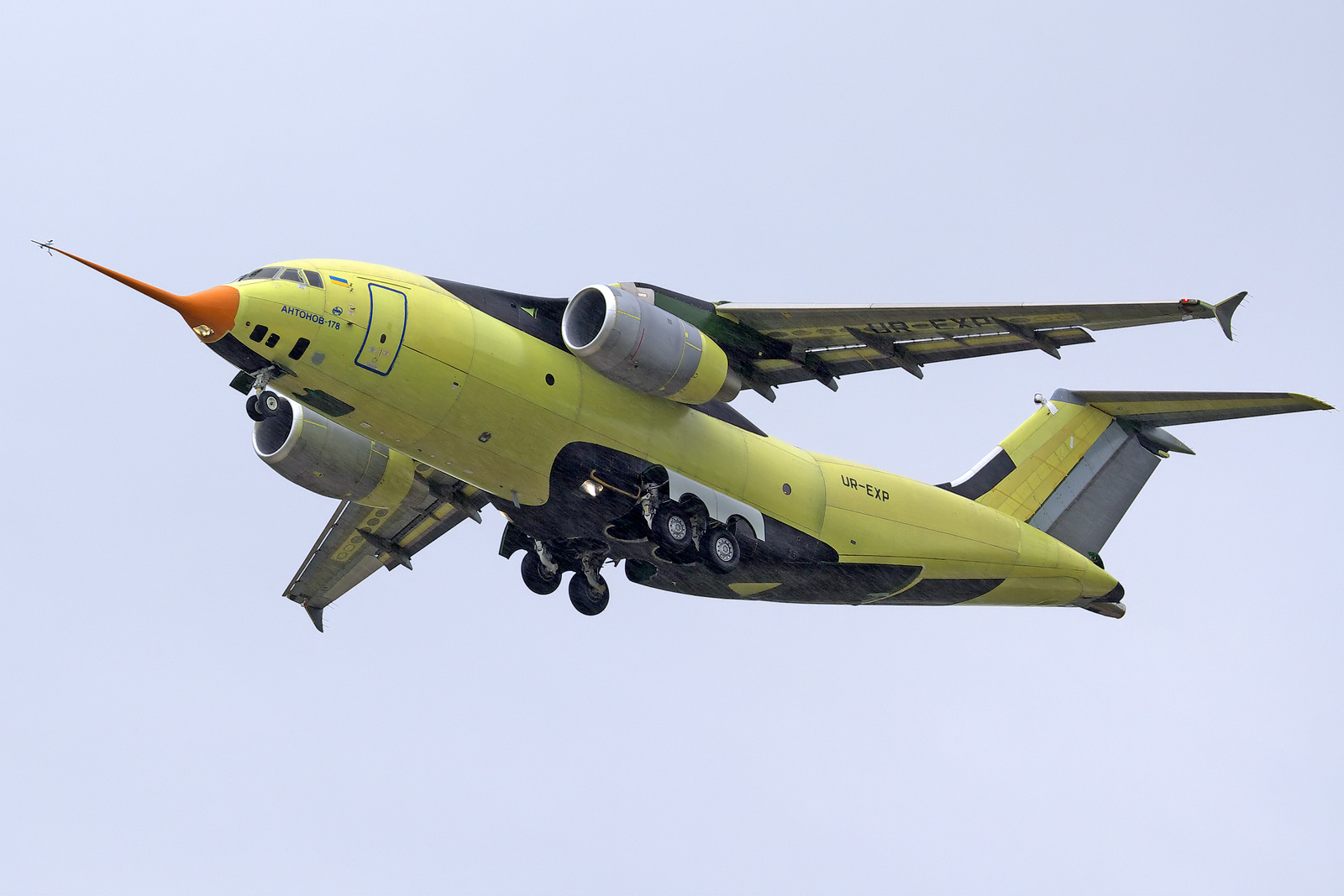
Випробувальний політ. 7 травня 2015.

16 квітня 2015 року на ДП «Антонов» відбулася урочиста церемонія викочування нового транспортного літака Ан-178.

### Перший політ
7 травня 2015 року новітній транспортний літак ‪Ан-178‬ здійснив успішний перший політ. Цього ж дня уклали угоду про продаж десяти таких машин Азербайджану.
У травні 2015 року було оголошено про презентацію літака на 51-му міжнародному авіаційному салоні Ле-Бурже у Франції під Парижем, який відбувався з 15 по 21 червня 2015 року.

#### Вибір назви
22 жовтня 2015 року ДП «Антонов» оголосив конкурс на найкращу назву для нового літака Ан-178. Опитування проводилося у мережі «Фейсбук» і за результатами опитування перше місце посідав варіант «Бандера» (на честь Степана Бандери), друге — «Амет-Хан Султан» (на честь Амет-Хана Султана) і третє — «Кіборг» (на честь захисників Донецького аеропорту). В умовах конкурсу зазначалося, що «переможе ім'я, яке отримає найбільшу кількість лайків.». Після підбиття підсумків, виявилось, що найбільше голосів здобув варіант «Бандера», однак ДП «Антонов» відмовилося виконати умови оголошеного конкурсу з політичних міркувань, відповідно літак залишається в міжнародній класифікації як Ан-178
З 8 до 12 листопада 2015 року у місті Дубаї Україна показала літак Ан-178 на міжнародній аерокосмічній виставці «Dubai Air Show 2015».
9 грудня 2015 року ДП ЗМКБ «Прогрес» проведений перший запуск турбореактивного двигуна Д-436-148ФМ у серійному профілі який призначений як штатний двигун для АН-178.
29 грудня 2015 року ДП «Антонов» завершив збирання фюзеляжу другого дослідного зразка середнього транспортного літака Ан−178

### Програма імпортозаміщення
За повідомленням генерального директора Укроборонпрому Романа Романова, станом на 2016 рік для 78 % комплектуючих Ан-178 розпочато виробництво в Україні, а 22 % — у решті країн світу (Росія виключена з цього переліку). Для порівняння: у 2015-му 48 % деталей вироблялося в Україні, 41 % — у Росії і 11 % — в інших країнах.
5 лютого 2016 року у Києві відбувся перший політ Ан-178 з «рідним» двигуном Д-436-148ФМ, який підвісили до лівого пілону. Літак піднявся у повітря об 11 годині 35 хвилин. Перший політ тривав 27 хвилин.
28 березня 2016 року ДП «Антонов» презентував Ан-178 на 9-й оборонній виставці DefExpo — 2016 в передмісті Куатол (штат Гоа, Індія)
21 квітня 2016 року у Києві відбувся перший політ Ан-178 з двигунами Д-436-148ФМ
У червні 2016 меморандум на закупівлю десяти літаків Ан-178 підписали президент азербайджанської компанії з українським держпідприємством «Антонов».
22 лютого 2017 р. апарат пройшов випробування навантаженням-розвантаженням авіаційних вантажних контейнерів та палет у вантажній кабіні літака.
25-29 квітня 2018 року ДП «Антонов» представляє літак Ан-178 на міжнародному авіасалоні Eurasia-2018 (Анталія, Туреччина) на статичному стенді та у програмі демонстраційних польотів.
28 грудня 2021, Державне підприємство «Антонов», продемонструвало перший військово-транспортний літак Ан-178-100Р №001, призначений для проведення льотних сертифікаційних випробувань, після проведеної програми імпортозаміщення.

## Конструкція
Ан-178 вже не буде настільки подібним до інших моделей сім'ї, як, наприклад, Ан-148 та Ан-158. Це пов'язано з тим, що, насамперед, Ан-148 призначений для перевезення пасажирів і чинна схема дозволяє конкурентну експлуатацію сучасного цивільного літака.
Ан-178 має стати іншим літаком, призначеним для інших завдань із низкою відмінностей від сім'ї Анів 148—158.
Машина створена за аеродинамічною схемою високоплан, оснащена задніми вантажними дверима та рампою.
Якщо порівнювати переріз Ан-178 і Ан-12, то видно, що вантажна кабіна нового літака більша за об'ємом. Вона герметична, на відміну від кабіни Ан-12. Паливна ефективність у реактивного Ан-178 краща, ніж у турбогвинтового Ан-12. Двигун Д-436-148ФМ конструктивно практично ідентичний до двигуна базової моделі, але має на 15 % збільшену тягу. Фюзеляж позаду кабіни пілотів розширений і з більшим центропланом.
| Конструктивні особливості                                                                    | Конструктивні особливості                                                                                                  |
| Конструкція літака передбачає створення нових:                                               | Втім, збережуться: |
| -------------------------------------------------------------------------------------------- | --- |
| - фюзеляжу; - шасі; - рампи; - центроплану; - встановлення потужнішого варіанту Д-436-148ФМ. | - кабіна екіпажу; - консолі крила від Ан-158; - хвостове оперення; - бортове обладнання; - авіоніка; - БРЕО; - гідравліка. |

Ці системи здебільшого вже готові та сертифіковані, що в значні́й мірі зменшує вартість і час розробки, і, у випадку масштабної експлуатації всієї сім'ї, — здешевлює в рази впровадження та експлуатацію (підготовку кадрів, єдиний сервіс, наявність широкого спектра кадрів, наявність бази єдиних запчастин, використання одного уніфікованого аеродромного обладнання тощо).
|                                     | Унікальна особливість літака Ан-178 – можливість перевезення всіх існуючих у світі типів пакетованих вантажів (у контейнерах і на піддонах), включаючи великовантажні контейнери 1С (морський контейнер) з поперечними габаритами 2,44х2,44 м, що робить його дуже ефективним транспортним засобом для логістичної підтримки як у комерційній експлуатації, так і у збройних силах, а також для застосування в умовах надзвичайних ситуацій. Як і всі «антонівські» літаки, військовий варіант Ан-178 успадковує такі необхідні для військово-транспортного літака якості, як можливість базування на малопідготовлених аеродромах, автономність, високу надійність та бойову живучість |
| — «Ан-новини», №4 (94) квітень 2015 | |

### Функції

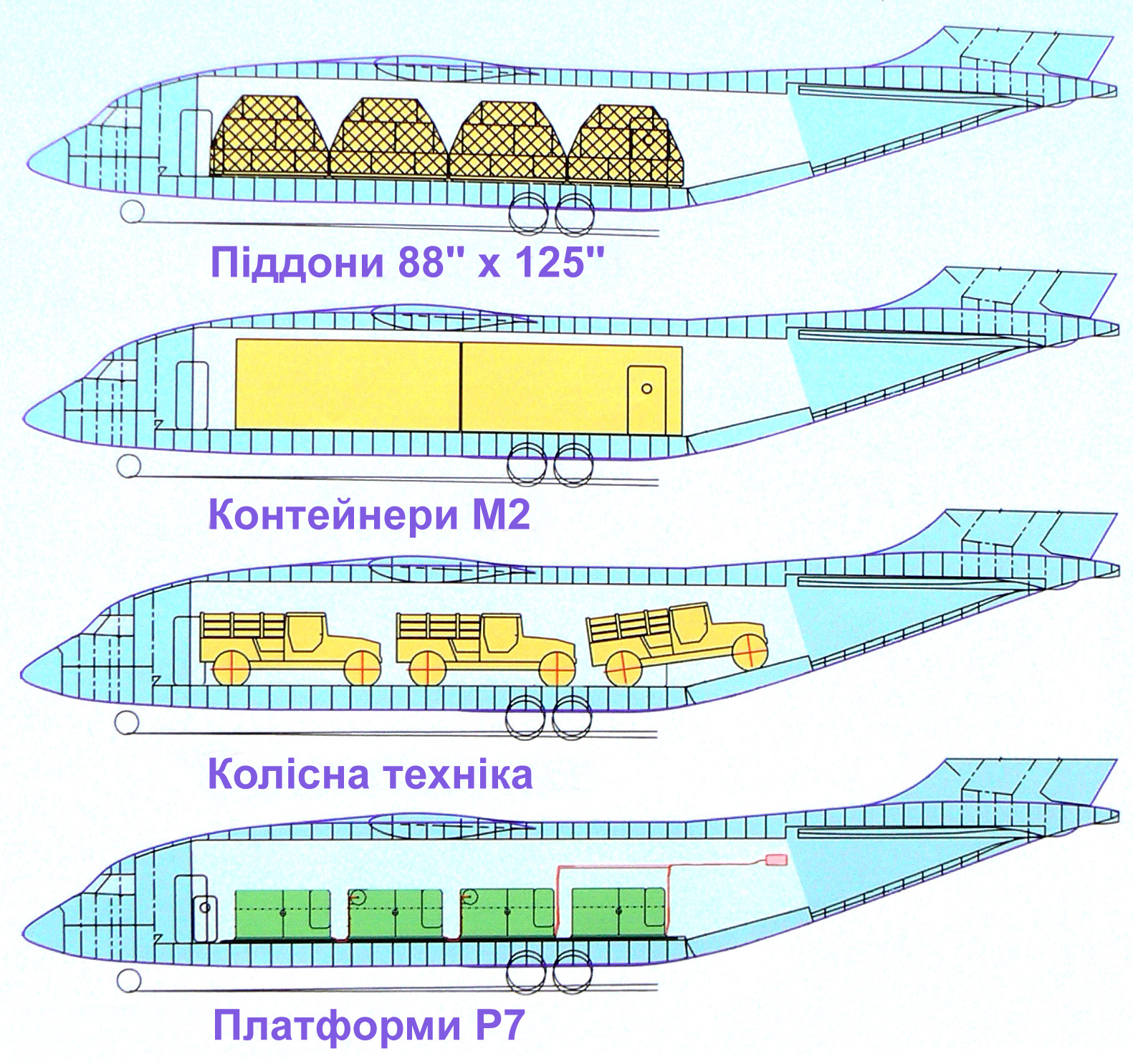
Варіанти можливого завантаження

- Перевезення військ з бойовою технікою і озброєнням
- Викидання десанту, транспортних засобів, вантажів і засобів технічного обслуговування
- Перевезення хворих і поранених
- Участь в особливих і гуманітарних місіях
- Перевезення вантажів цивільного призначення, контейнерів і піддонів ІАТА, техніки регулярними і чартерними рейсами
- Перевезення контейнерів ISO 6 м

### Вантажний відсік

Поперечна проєкція

Довжина вантажного відсіку з вантажною рампою — 16,65 м
Висота — 2,75 м
Ширина — 2,748 м
Площа підлоги з вантажною рампою — 40 м2
Об'єм вантажного відсіку з вантажною рампою — 125 м3

### Варіанти завантаження
Перевезення людей:
- 100 людей
- 86 парашутистів
- 40 поранених на ношах + 38 на сидіннях + 4 медики[29]

Вантажі:
- Викидання вантажу на платформах Р7 : три платформи
- Перевезення вантажних контейнерів М1, 1С ISO 668[en] : два контейнери
- Повністю навантажені джипи: три автомобілі

## Ринок збуту
МО РФ виявляло обережний інтерес до Ан-178, маючи власний подібний проєкт літака Іл-214, але ця програма значною мірою далека від реалізації, вимагає величезних коштів, вирішення величезного спектру проблем, сертифікації, фінансування введення в експлуатацію та створення бази обслуговування з нуля. Враховуючи актуальну політичну обстановку та російську збройну агресію проти України, постачання нового літака на озброєння російської армії є практично неможливими.
Враховуючи чудовий досвід співпраці Антонова з Індією, є ймовірність постачань літака на озброєння цієї країни.
Ан-178, що замислювався як заміна літака Ан-12, є одним із кількох нових легких транспортних літаків, які повинні вийти на ринок у цьому десятилітті. Його найближчими конкурентами є літак Embraer KC-390 та багатофункціональний транспортний літак від Hindustan Aeronautics / United Aircraft. Нещодавно «Антонов» також повідомив про початок попереднього конструкторського опрацювання патрульного літака морської авіації Ан-148-300МП на базі Ан-168 (він же Ан-148-300).
ДП Антонов встановило, що є вільна ніша в сегменті машин з вантажопідйомністю більшою, ніж у Ан-74 та італійського Alenia C-27J Spartan, і меншою, ніж у американського літака С-130. Її й планується зайняти літаком Ан-178.
У керівництві «Антонова» стверджують, що мають замовлення на 100 таких літаків. Перші 12 літаків Україна продала одразу після перших випробувань у травні 2015 року. Вартість одного літака — $40 млн. Контракт на 2 судна із правом серійного виробництва підписали з Китаєм. Ще 10 бортів зобов'язався купити Азербайджан. У Міністерстві оборони України стверджують, що неодмінно підпишуть контракт на літак після закінчення всіх випробовувань.
17 грудня 2015 р. ДП «Антонов» і «Taqnia Aeronautics» (Саудівська Аравія) підписали «Меморандум про взаєморозуміння», згідно з яким заплановано здійснити поставку 30-ти багатоцільових літаків Ан-178 для ВПС Саудівської Аравії.
6 червня 2016 року стало відомо про укладання меморандуму на придбання 10 літаків Ан-178 Азербайджаном. Постачання літаків має відбуватися в два етапи впродовж двох років: перші два, а згодом ще вісім, які можливо збиратимуть на території Азербайджану. Сума контракту та сума внесеної передоплати не розголошувалась.
30 серпня 2016 ДП «Антонов» підписав контракт із китайською компанією AICC щодо добудови другої «Мрії» і фінансування випуску 25 літаків Ан-178.
8 жовтня на оборонній виставці Зброя та безпека 2019 Міністр Внутрішніх справ Арсен аваков повідомив, що був підписаний меморандум на закупку 13 літаків Ан-178 (9 для Державної служби України з надзвичайних ситуацій і 4 для Національної гвардії України).
| Угоди про постачання                    | Угоди про постачання | Угоди про постачання | Угоди про постачання | Угоди про постачання                                                                  | Угоди про постачання |
| Покупець                                | Тип                  | Замовлено            | Опціон               | Примітки                                                                              | Поставлено           |
| --------------------------------------- | -------------------- | -------------------- | -------------------- | ------------------------------------------------------------------------------------- | -------------------- |
| Іракська компанія                       | Ан-178               | 1                    | 0                    | Твердий контракт Покупка через ДК «УкрОборонПром». Поставка впродовж 2016—2017 років. | 0                    |
| Beijing A-Star Aerospace Technology Co. | Ан-178               | 25                   | 0                    | Меморандум на виробництво 25 літаків Ан-178                                           | 0                    |
| Taqnia Aeronautics                      | Ан-178               | 30                   | 0                    | Меморандум                                                                            | 0                    |
| Silk Way Airlines                       | Ан-178               | 10                   | 0                    | Твердий контракт                                                                      | 0                    |
| МВС України                             | Ан-178               | 13                   | 0                    | Твердий контракт                                                                      | 0                    |
| ЗСУ                                     | Ан-178-100Р          | 3                    | 0                    | Твердий контракт                                                                      | 0                    |
| МВС Перу                                | Ан-178               | 1                    | 0                    | Твердий контракт                                                                      | 0                    |

## Оператори

### Можливі
- Азербайджан: замовлено 10 літаків[48].
- Перу: в 2019 році замовлено 1 літак[50].
- Україна: МВС замовило 13 літаків[49], в грудні 2020 року для потреб Збройних Сил України було підписано контракт щодо будівництва та постачання трьох військово-транспортних літаків Ан-178-100Р[51].

### Перу
У 2019 році Міністерства внутрішніх справ Республіки Перу замовило через українського спецекспортера ДП «Спецтехноекспорт» літак Ан-178 для своїх потреб. 
Загальне складання фюзеляжу розпочалось у травні 2020 року та до кінця липня роботи було виконано і готовий фюзеляж достроково викотили зі стапеля.
Наприкінці серпня 2020 року на ДП «Антонов» завершили складання планеру багатоцільового транспортного літака Ан-178 для Перу. Напередодні на ДП «Антонов» здійснювали встановлення крил для майбутнього літака міністерства внутрішніх справ Перу.
За півроку стало відомо, що Державне підприємство «Антонов» досі не отримало кошти на будівництво літака Ан-178 для Перу.
Вже у грудні 2021 року у Перу заговорили про штрафні санкції стосовно зриву поставки Ан-178. Український спецекспортер пояснив затримку у своєму пресрелізі:
«Станом на сьогодні контракт є чинним, але через відсутність фінансування з боку замовника – Міністерства внутрішніх справ Республіки Перу – виконується із затримкою. При цьому вирішення проблеми фінансування не залежить від української сторони. Вказана проблема пов’язана з неприйняттям банківської гарантії державними та приватними банками Перу, у тому числі гарантії, наданої першокласним європейським банком, який входить до переліку банків першої категорії, затвердженого Центральним резервним банком Перу, – заявили у «Спецтехноекспорті», –  Саме ця причина є ускладнюючою обставиною, яка суттєво змінює рівновагу договірних зобов’язань».
Тобто причина затримки у будівництві - відсутність фінансування з боку замовника. 
Як виявилося на початку січня, Національний банк Перу заблокував платежі українському Державному підприємству «Антонов» за літак Ан-178.  Він відмовився приймати банківську угоду від німецького банку DZ Bank AG для виплат «Спецтехноекспорту» за будівництво літака для Перу.
Банківська угода від німецького банку мала покрити всю вартість контракту Ан-178 на суму майже 64 млн доларів.
«Спецтехноекспорт» направив до Міністерство внутрішніх справ Перу кілька десятків листів, щоб спробувати вийти із серйозної тупикової ситуації пов’язаної з відсутністю платежів.

### Україна
В грудні 2020 року для потреб Збройних Сил України було підписано контракт щодо будівництва та постачання трьох військово-транспортних літаків Ан-178-100Р.
1 січня 2021 року голова Правління АТ «Укрексімбанк» Євген Мецгер повідомив про підписання кредитної угоди на 3 млрд гривень з Antonov Company на побудову трьох новітніх літаків Ан-178-100Р для української армії.
19 січня 2021 року стало відомо, що державне підприємство «Антонов» розпочало виробництво військово-транспортних літаків для Збройних Сил України. Над цим замовленням працює 3500 працівників державного підприємства. Виконуючий обов'язки генерального директора ДП «Антонов» Сергій Бичков повідомив, що перший транспортний літак Ан-178 українська армія отримає у першій половині 2023 року, наступні літаки передаватимуть через кожні три місяці.
Наприкінці травня 2021 року на ДП «Антонов» завершили складання фюзеляжу першого корпусу військового багатоцільового транспортного літака Ан-178-100П для Повітряних сил України, тоді ж відбулась викатка першого фюзеляжу.
У жовтні 2021 року було повідомлено, що складання планера для першого з трьох літаків Ан-178 для Повітряних Сил ЗС України завершено на 80%.

## Будівництво
За повідомленнями ЗМІ розпочато будівництво 5-ти літаків, у тому числі одного по контракту з МВС Перу.
20 травня 2021 року завершено виготовлення фюзеляжу першого Ан-178-100Р для ЗСУ.

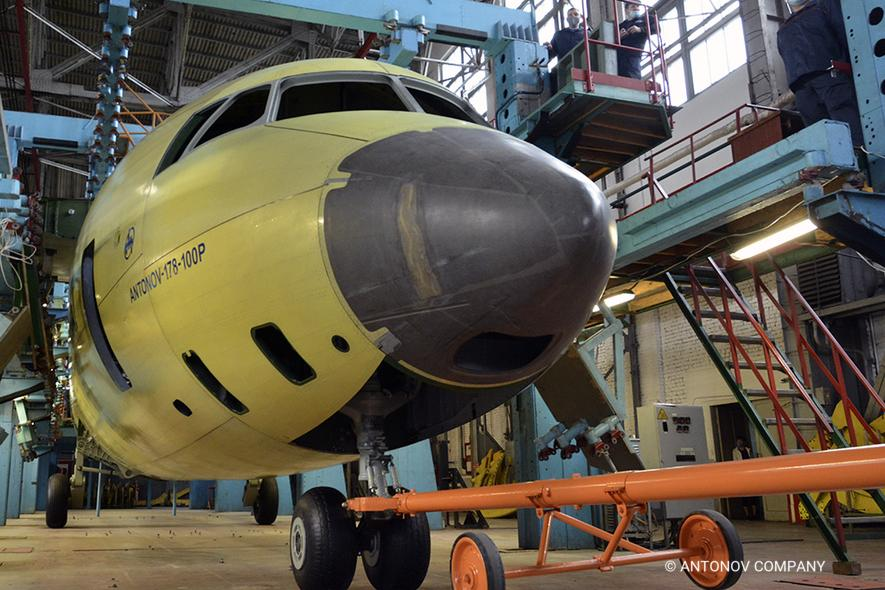
Фюзеляж першого Ан-178-100Р для ЗСУ. Травень 2021

## Вартість
- 2010 рік: $40—70 млн (орієнтовна вартість)[69]
- 2015 рік: $25—40 млн (орієнтовна вартість, в залежності від комплектації)[70]
- 2019 рік: $65 млн (контракт на 1 літак для Перу)[71][72]